# Dipartimento di Goudiry
Il dipartimento di Goudiry (fr. Département de Goudiry) è un dipartimento del Senegal, appartenente alla regione di Tambacounda. Il capoluogo è la cittadina di Goudiry.
Il dipartimento di Goudiry comprende 2 comuni e 4 arrondissement, a loro volta suddivisi in 13 comunità rurali.
comuni:
- Goudiry
- Kothiary

arrondissement:
- Bala
- Boynguel Bamba
- Dianke Makha
- Koulor